# Benedykt Pszczółkowski
Benedykt Pszczółkowski (ur. 23 marca 1951 w Pszczółkach Górnych) – polski polityk, rolnik, senator I kadencji.

## Życiorys
Ukończył studia na Akademii Rolniczo-Technicznej w Olsztynie.
Zajął się prowadzeniem własnego gospodarstwa rolno-hodowlanego. Z ramienia Komitetu Obywatelskiego pełnił funkcję senatora I kadencji. W 2004 zasiadł w Radzie Społecznej Doradztwa Rolniczego, do 2006 był członkiem zarządu Mazowieckiej Izby Rolniczej. Za działalność w samorządzie rolniczym został uhonorowany Srebrnym Krzyżem Zasługi (2006). W 2006 i 2010 był wybierany do sejmiku mazowieckiego (w 2014 nie uzyskał reelekcji). Został również działaczem też w samorządzie rolniczym. Z listy Prawa i Sprawiedliwości w 2001 bez powodzenia kandydował do Sejmu, a w 2009 do Parlamentu Europejskiego.
Wszedł w skład regionalnych władz PiS, a także w skład zarządu oddziału północno-mazowieckiego PTL.